# Zilog Z8000

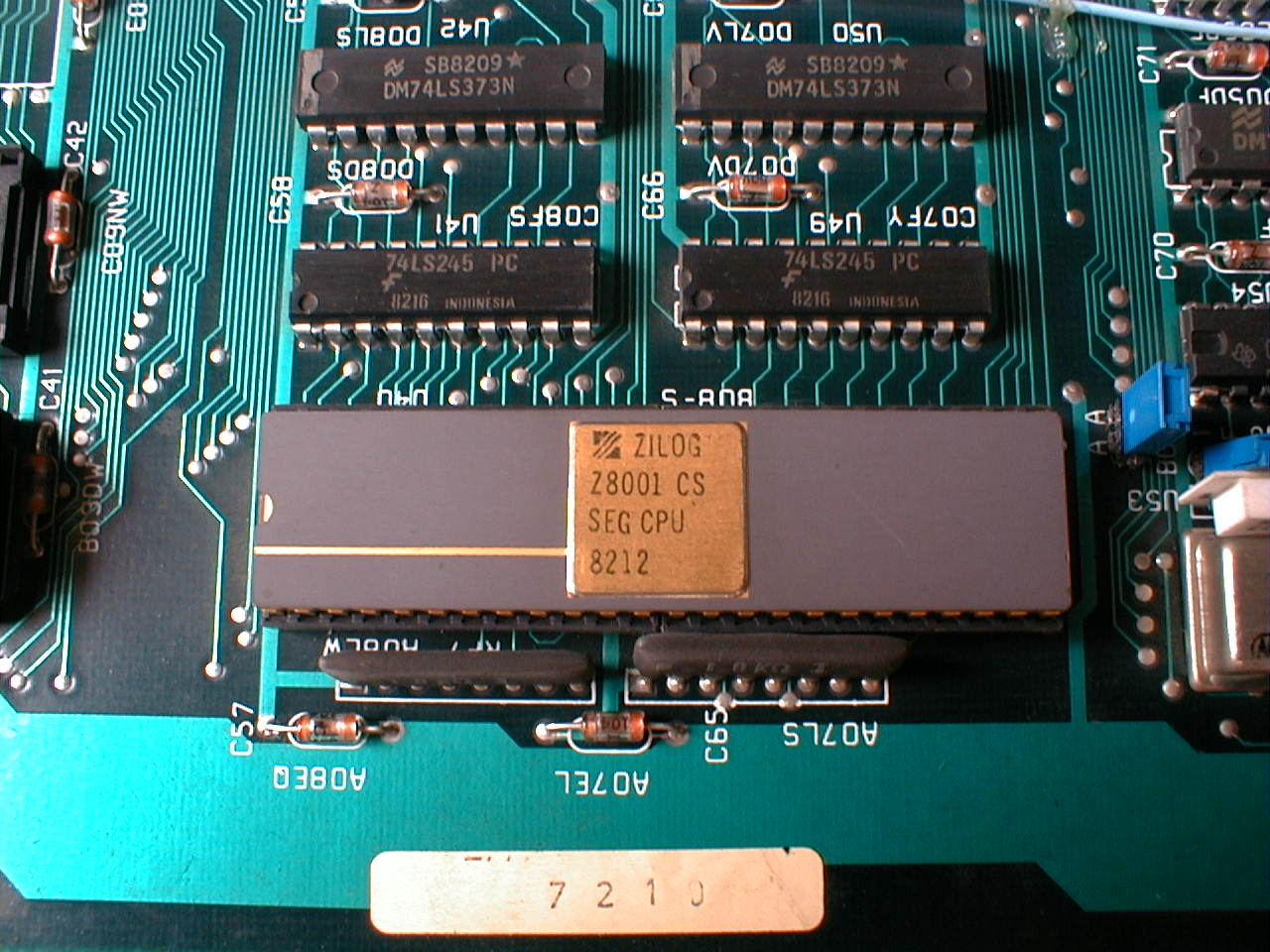
Procesor Zilog 8001 na płycie głównej komputera Olivetti M20

Z8000 – 16-bitowy mikroprocesor firmy ZiLOG wprowadzony na rynek w 1979. Układ zaprojektował Masatoshi Shima I był to jeden z ostatnich procesorów w całości zaprojektowanych przez jedną osobę. Układ nie był kompatybilny z Z80 i nie stał się nigdy bardzo popularny, niemniej był używany jeszcze w latach 90.
Procesor posiadał 16-bitową szynę adresową, niektóre wersje miały 7-bitowy rejestr segmentowy co pozwalało na adresowanie pamięci do 8 MB. Pamięć mogła być dzielona na obszary danych, programu oraz stosu co sumarycznie pozwalało zwiększyć adresowany obszar pamięci do 24 MB. Posiadał tryb chroniony dla systemu i użytkownika. Zawierał 16 16-bitowych rejestrów, mogły one być używane jako rejestry 8-, 16-, 32- i 64-bitowe. 
Podobnie jak Z80, Z8000 miał wbudowaną opcję odświeżania pamięci DRAM refresh i pomimo że była to w ówczesnym czasie bardzo interesująca opcja Z8000 nie stał się zbytnio popularny, jako że jego premiera była spóźniona a istniejąca już wówczas rodzina procesorów x86 była znacznie bardziej atrakcyjna.
Z8000 zostały użyte przez firmę Namco w jednej grze z automatów – Pole Position, wykorzystano w nim dwa układy Z8002.
Układy rodziny Z8000 produkowane były przez AMD, SGS, Sharp oraz w byłej NRD przez firmę MME.
Ciekawostką jest fakt, że do tej pory można kupić jedną z odmian tego układu Z16C01/02 – według "TechWeb"  te kontrolery są, albo jeszcze do niedawna były używane w różnego rodzaju zastosowaniach militarnych.
Następca tego układu był 32-bitowy Zilog Z80000